# Піхер (Німеччина)
Піхер (нім. Picher) — громада в Німеччині, розташована в землі Мекленбург-Передня Померанія. Входить до складу району Людвігслуст-Пархім. Складова частина об'єднання громад Гагенов-Ланд.
Площа — 39,09 км2. Населення становить 642 ос. (станом на 31 грудня 2020).

## Галерея

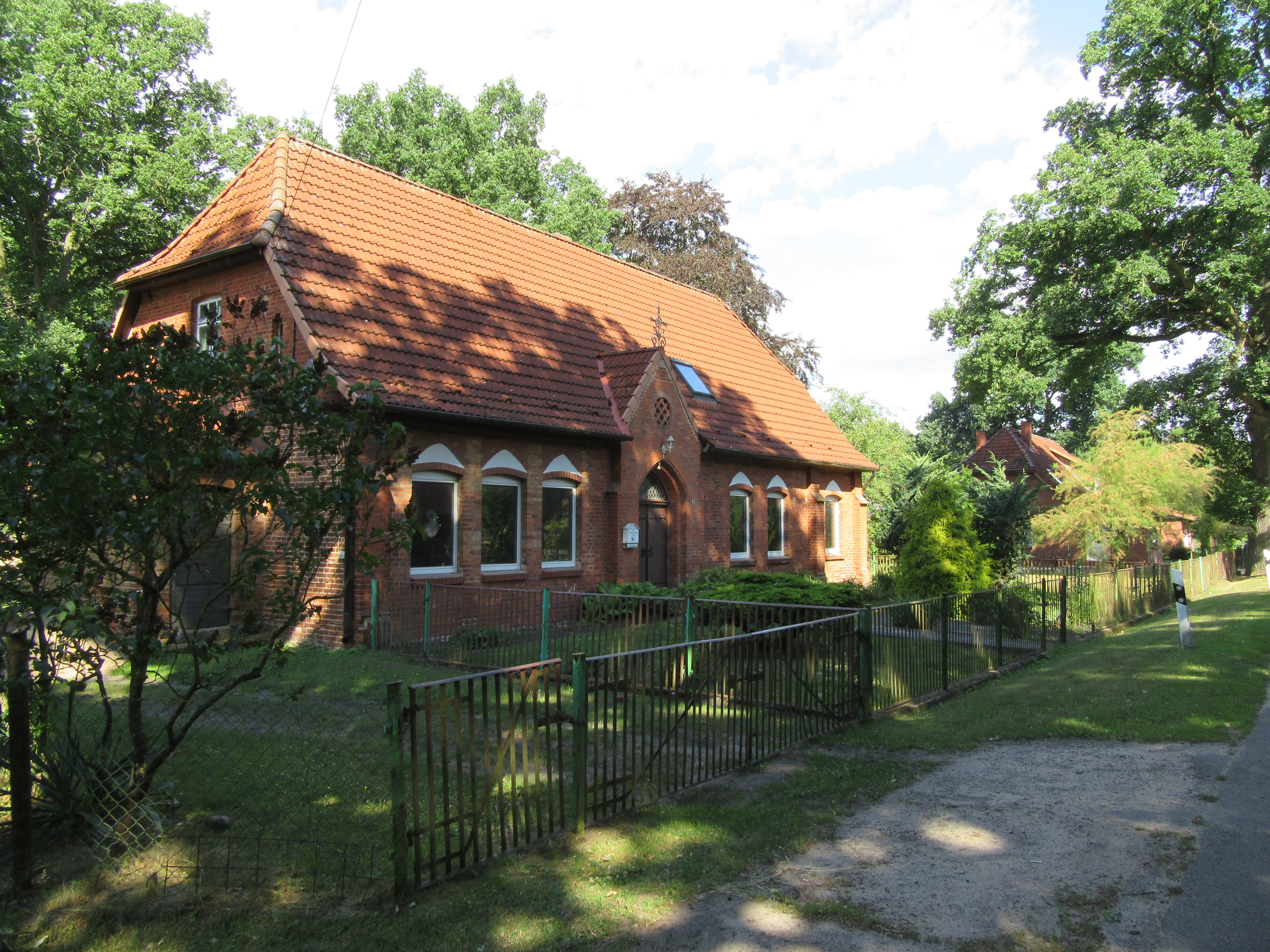